# オレーク・シャトーノフ
オレーク・シャトーノフ（ロシア語: Олег Шатунов, 1967年2月21日 - ）は、ロシアの男子バレーボール選手。ヨシュカル・オラ出身。ポジションはミドルブロッカー。元ロシア代表。

## 来歴
身長205cmのミドルブロッカー。その高さから『ルーフ（屋根、天井）』と呼ばれ恐れられた。センタープレイヤーにしては珍しくサーブレシーブが上手で、ソ連代表時代は実際サーブレシーブフォーメーションに加わっていた。
1994年から1998年まで日本のVリーグ・JTサンダーズでプレーをしていた。世界レベルの高さを武器にアタック・ブロックで活躍したが、ルール変更によりコートに立てる外国人選手が2人から1人になってからは、エースポジションに外国人を入れることが多くなり、スタメンを外れることが多かった。
プレースタイルは『マンツーマンブロックでシャットアウト』という旧ソ連伝統の個人技の高さを生かしたもので、近年主流となっている組織的リードブロックには馴染まない少々時代遅れなスタイルであった。しかしVリーグではブロック賞・ベスト6を何度か受賞しており、その実力は抜きん出ていた。

## 球歴
- オリンピック - 1992年（7位）、1996年（4位）
- 世界選手権 - 1990年（銅メダル）
- ワールドカップ - 1989年（銅メダル）、1991年（金メダル）
- ワールドリーグ - 1993年（準優勝）、1994年（6位）、1995年（4位）
- 欧州選手権 - 1991年（優勝）

## 獲得タイトル
- 1993年 - ワールドリーグ  ベストブロッカー賞
- 1995年 - ワールドリーグ  ベストブロッカー賞（インターコンチネンタル・ラウンド部門）
- 1994年 - 第1回Vリーグ  ブロック賞
- 1995年 - 第2回Vリーグ  スパイク賞、ブロック賞、ベスト6
- 1996年 - 第3回Vリーグ  スパイク賞、ブロック賞、ベスト6
- 1998年 - 第5回Vリーグ  特別賞

## 所属クラブ
- オートモビリスト・サンクトペテルブルク （1988-1993年）
- クーネオVBC （1993-1994年）
- JTサンダーズ （1994-1998年）
- Via Montenapoleone Cutrofiano （1999-2000年）
- パッラヴォーロ・ピアチェンツァ （2000-2001年）
- SGKアンカラ（2001-2002年）